# پر ویکتور ادمن
پر ویکتور ادمن (انگلیسی: Pehr Victor Edman; ۱۴ آوریل ۱۹۱۶ – ۱۹ مارس ۱۹۷۷) بیوشیمیدان اهل سوئد بود که به دلیل ابداع روش ادمن که در تعیین توالی آمینو اسید‌ها در پروتئین کاربرد دارد، شناخته می‌شود.
وی همچنین برندهٔ جوایزی همچون همکار انجمن سلطنتی شده‌است.